# Diamond (rappeuse)
Pour les articles homonymes, voir Diamond.
Diamond, de son vrai nom Brittany Nicole Carpentero, née le 20 mai 1989,, à Atlanta, en Géorgie, est une rappeuse américaine, et ancien membre du groupe Crime Mob.

## Biographie

### Enfance
Brittany Nicole Carpentero est née à Atlanta, en Géorgie, d'une mère afro-américaine et d'un père porto-ricain,,.

### Crime Mob (2004–2007)
À 15 ans, Diamond se joint au groupe Crime Mob en 2004. Crime Mob obtient l'attention du public en 2004 avec le single Knuck If You Buck, qui sera finalement certifié disque de platine par la RIAA. Leur premier album homonyme, Crime Mob, est publié l'été de cette même année. Leur autre single à succès, Rock Yo Hips, est publié en août 2006 et suivi par un second album, Hated on Mostly, en mars 2007.

### Carrière solo (depuis 2008)
En novembre 2007, Diamond quitte Crime Mob afin de se consacrer à une carrière solo. En 2010, elle participe à la version remixée du titre My Chick Bad de Ludacris, aux côtés de Trina et Eve. Son premier single, Lotta Money, est publié en été 2010 ; la vidéo du single fait participer Gucci Mane. En 2011, Diamond publie une chanson en featuring avec  Waka Flocka Flame intitulée Hit that Hoe, dont la vidéo est publiée en août 2011. Toujours en novembre 2011, Diamond joue son single Buy It All à l'émission 106 and Park de la chaîne BET. Diamond est nommée dans la catégorie « Meilkleure rappeuse » aux BET Awards de 2011. Diamond publie son nouveau single Loose Screws en 2012.
Diamond publie son album The Young Life le 28 août 2012, qui contient les singles American Woman en featuring avec Verse Simmonds et Love Like Mine en featuring avec Nikkiya. Diamond est annoncée dans le documentaire Sisterhood of Hip Hop de la chaîne Oxygen.

## Influences
Diamond explique s'être inspiré d'artistes et groupes comme Lil' Kim, Trina, Eve, Salt N Pepa, Da Brat, The Notorious B.I.G., Missy Elliott, Timbaland, Queen Latifah, Eminem, Foxy Brown, DMX, Outkast, Snoop Dogg, et Tupac Shakur.

## Discographie

### Mixtapes
- 2007 : Bitch Musik
- 2008 : Bitch Musik Vol. 2: Ms. Boojhetto
- 2009 : P.M.S. (Pardon My Swag)
- 2010 : Bitch Musik: Part Three
- 2010 : Cocaine Waitress
- 2011 : Bitch Musik 4: Poor Little Rich Gurl
- 2012 : The Young Life
- 2015 : SHE